# Stadion Maksimir
Maksimir (oficjalna nazwa: „Stadion u Maksimiru”) – wielofunkcyjny stadion w stolicy Chorwacji Zagrzebiu. Nazwę wziął od Parku Maksimir, w którym został zbudowany. Na stadionie swoje mecze rozgrywa Dinamo Zagrzeb, jeden z największych klubów piłkarskich w Chorwacji. W 1987 roku obiekt był główną areną uniwersjady.
Stadion został otwarty 5 maja 1912 roku. Zaprojektowany został przez chorwackiego architekta, Vladimira Turinę. Przez całą swoją historię był wielokrotnie przebudowywany. Ostatnia przebudowa miała miejsce w 1997 roku, kiedy zamontowano 38 923 krzesełka. Reprezentacja Chorwacji najczęściej swoje mecze rozgrywa właśnie na tym stadionie, a czasami na stadionie Poljud w Splicie.